# Roman Dylag
Roman Dylag, född 22 februari 1938 i Krakow och död 24 juli 2023, var en polsk jazzbasist.
Dylag debuterade 1957 på Jazzfestivalen i Sopot och blev en flitigt anlitad jazzbasist i Polen. Han spelade under många år med pianisten och kompositören Krzysztof Komeda.
1963 flyttade Dylag till Sverige och fick jobb på Sveriges Radio. Han spelade ofta på jazzrestaurangen Gyllene Cirkeln där han ackompanjerade alla amerikanska stjärnor som kom till Sverige och uppträdde där.
Dylag var också medlem i George Russels skandinaviska band och samarbetade med de flesta svenska jazzmusikerna. Under många år var Dylag medlem i trombonisten Eje Thelins kvintett. Där medverkade han i albumet So Far som fick utmärkelsen Gyllene skivan 1963. År 1978 lämnade Dyląg Sverige och bodde i flera europeiska länder.
Roman Dylag avled under en vistelse i Saltsjöbaden i juli 2023.